# بريوم فضي
بريوم فضي (الاسم العلمي:Bryum argenteum) هو نوع من النباتات يتبع جنس البريوم من فصيلة البريوية.